# Rewalsar
Rawalsar ou Rewalsar est une ville et un nagar panchayat du district de Mandi dans l'État de l'Himachal Pradesh en Inde

## Géographie
Rawalsar est située à une altitude de 1 360 m, à environ 25 km de Mandi auquel elle est reliée par une route (à peine) carrossable (MDR26) en fait un chemin de montagne très sinueux avec une étroite bande goudronnée au milieu pour une seule voiture.
Située dans la partie sud de la ceinture himalayenne, il peut y geler et neiger l'hiver, alors que les étés sont généralement agréables.

### Le Lac de Rawalsar
Le lac autour duquel la ville de Rawalsar est établie a une profondeur maximum de 6,5 mètres. Le lac est oligotrophique de nature. Il est de forme rectangulaire, ses affluents sont situés principalement au nord et à l'ouest. Connu au siècle dernier pour ses sept îlots de roseaux flottants, qui ont aujourd'hui entièrement disparu, ces îles flottantes avaient probablement été créées de main d'homme pour apporter un peu de magie religieuse à l'endroit.
On peut y voir également de nombreux poissons qui s'approchent sans crainte de la berge, et de nombreux petits singes qui se baignent.

## Démographie
Selon le recensement de 2001 de l'Inde, Rawalsar a une population de 1 369 habitants. Les hommes constituent 54 % de la population et les femmes 46 %. Rawalsar a un taux d'alphabétisation moyen de 76 %, plus élevé que la moyenne nationale qui est de 59,5 % : masculin 78 % et féminin 73 %. À Rawalsar, 12 % de la population a moins de 6 ans.

## Religion
Rawalsar est sacré pour les fidèles de trois religions majeures : l'hindouisme, le bouddhisme et le sikhisme.

### Hindouisme
Sept lacs mythologiques, associés avec les Pândava du Mahābhārata sont localisés au-dessus de Rawalsar. Les légendes de Shiva et de Lomas Rishi sont également associées à Rawalsar. Il y a aussi un célèbre temple de Krishna dans la ville.

### Bouddhisme
Le célèbre lac de Rawalsar est associé au maître bouddhiste Padmasambhava. Selon une légende, le roi de Mandi tenta de brûler vif Padmasambhava après qu'il eut su que ce dernier avait comme disciple fervente sa fille la princesse indienne Mandarava. Le lac apparut à l'endroit du bûcher, Padmasambhava trônant en son centre, sur un lotus. Le roi, se repentant de ses actions, maria sa fille avec Padmasambhava. C'est depuis Rawalsar que Padmasambhava s'est rendu au Tibet répandre le bouddhisme tantrique.
La fête du Tsechu s'est tenue à Rawalsar en 2004, après une interruption de 12 ans, pour célébrer l'anniversaire de Padmasambhava. La fête a été inaugurée par le Dalaï-lama en présence d'Orgyen Trinley Dorje, le 17e Karmapa, et 50 000 pèlerins bouddhistes y assistèrent.
Ce lac est différent du lac où Padmasambhava est né, localisé en Afghanistan, dans la vallée de Swat. Il serait né miraculeusement d'un lotus (Padmasambhava signifie « Né du lotus »), d'où le risque de confusion avec cet épisode de sa vie. Cependant, Rawalsar est connu comme un endroit sacré pour les bouddhistes et deux monastères, le Drikung Kadyud Gompa de la lignée Drikung Kagyu et le Tso-Pema Ogyen Heru-kai Nyingmapa Gompa de la lignée Nyingmapa sont localisés ici.

### Sikhisme
Le dixième Gourou des sikhs, Gurû Gobind Singh a visité Rawalsar pour négocier avec les rois des États de la Colline, cherchant un soutien contre Aurangzeb. Il est resté à Rawalsar un mois. Raja Joginder Sen de Mandi a construit un Gurdwârâ à Rawalsar en 1930 pour commémorer la visite du Gourou. L'endroit est particulièrement sacré aux yeux des Sikhs Namdhari car il est mentionné dans le Sau Sakhi comme étant un sanctuaire.

## Galerie

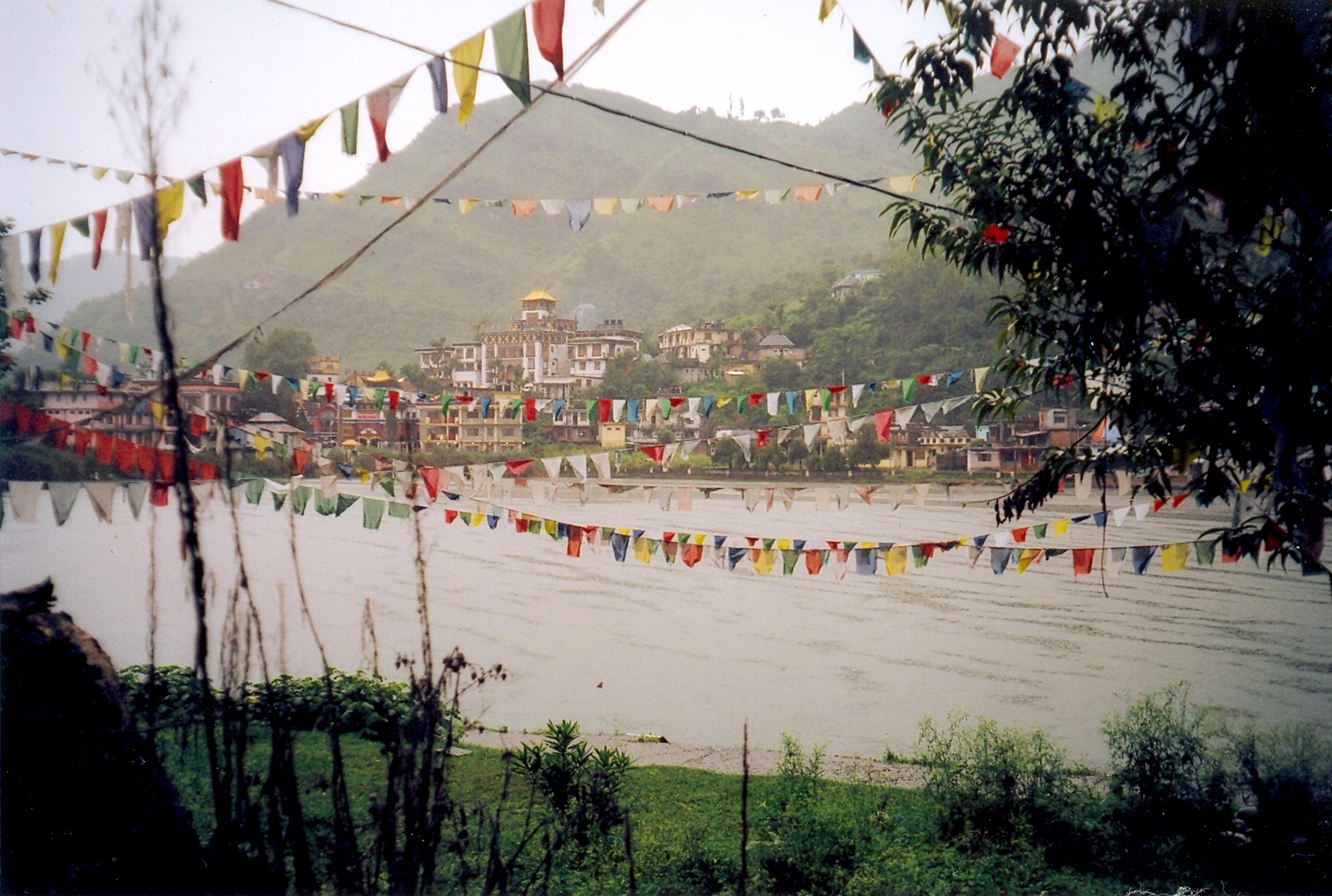
Le lac de Rawalsar
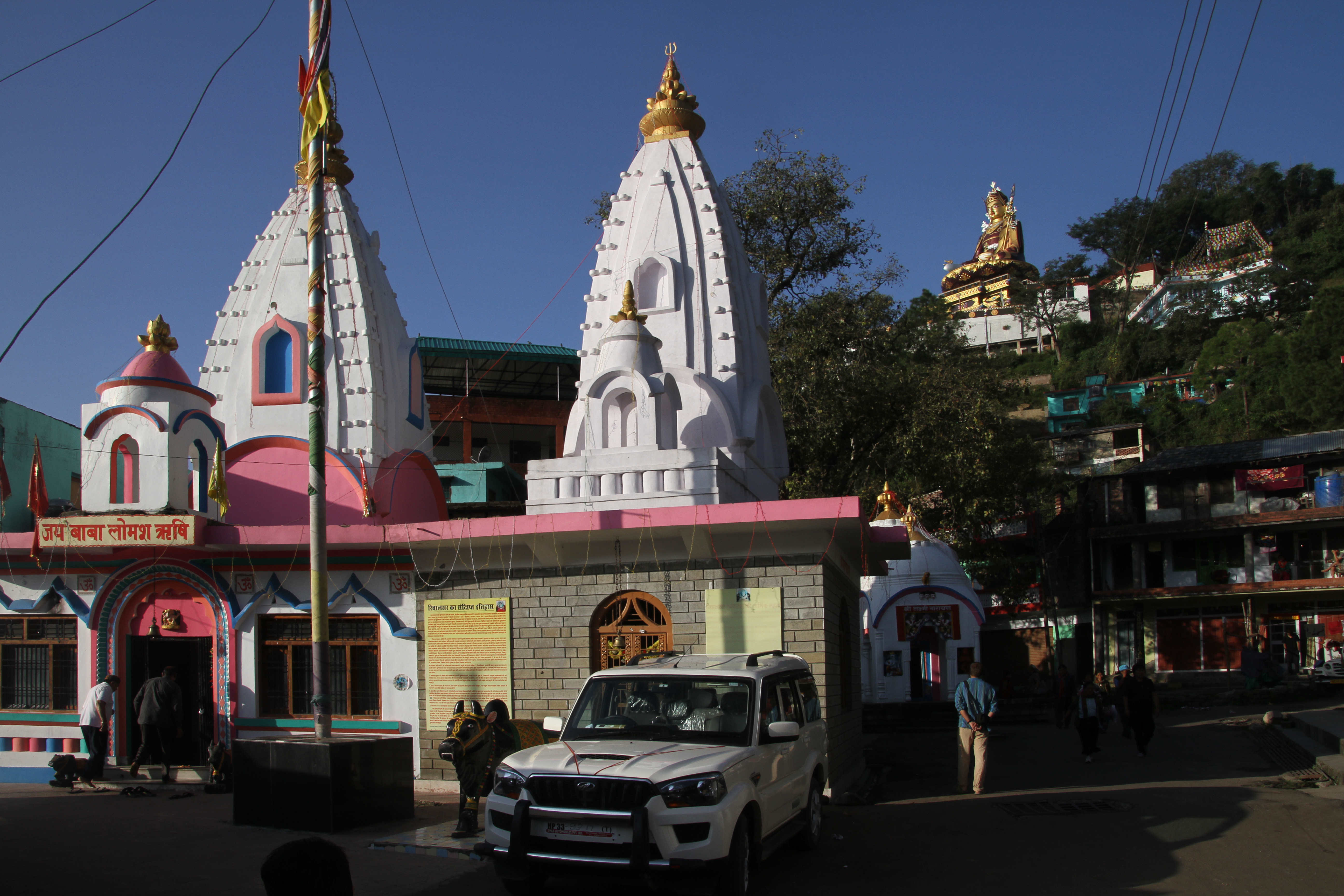
Temple hindou de Rewalsar
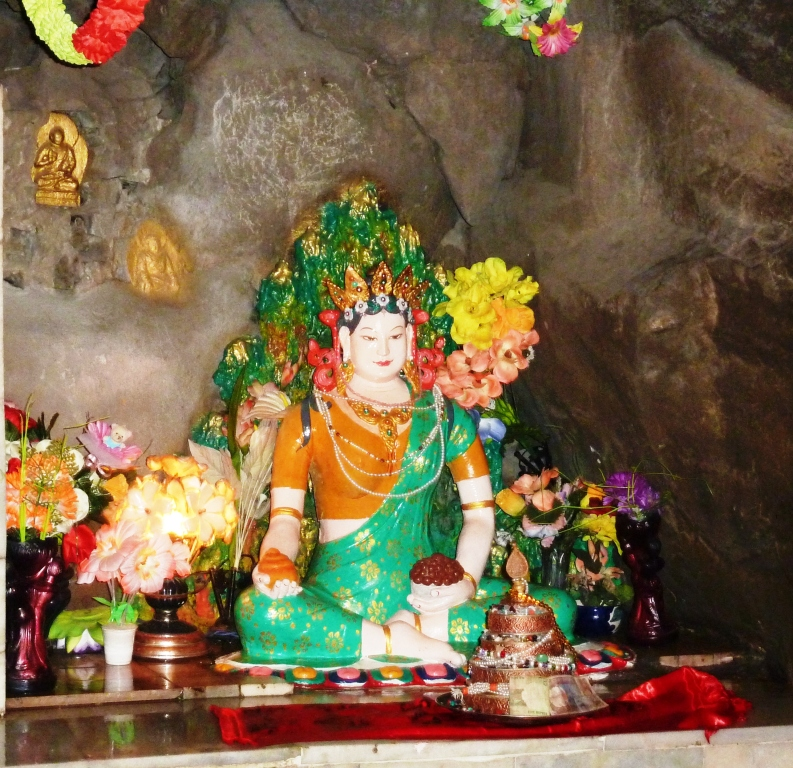
Statue de Mandarava dans une grotte près du lac de Rawalsar
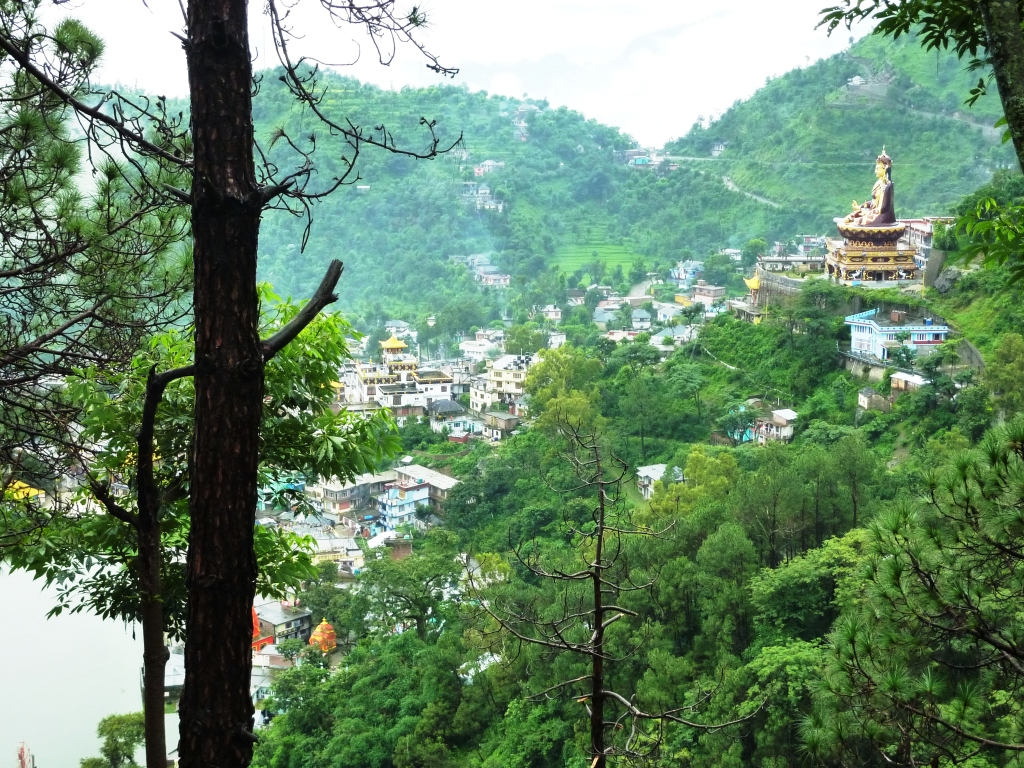
Statue de Padmasambhava au-dessus du lac de Rawalsar
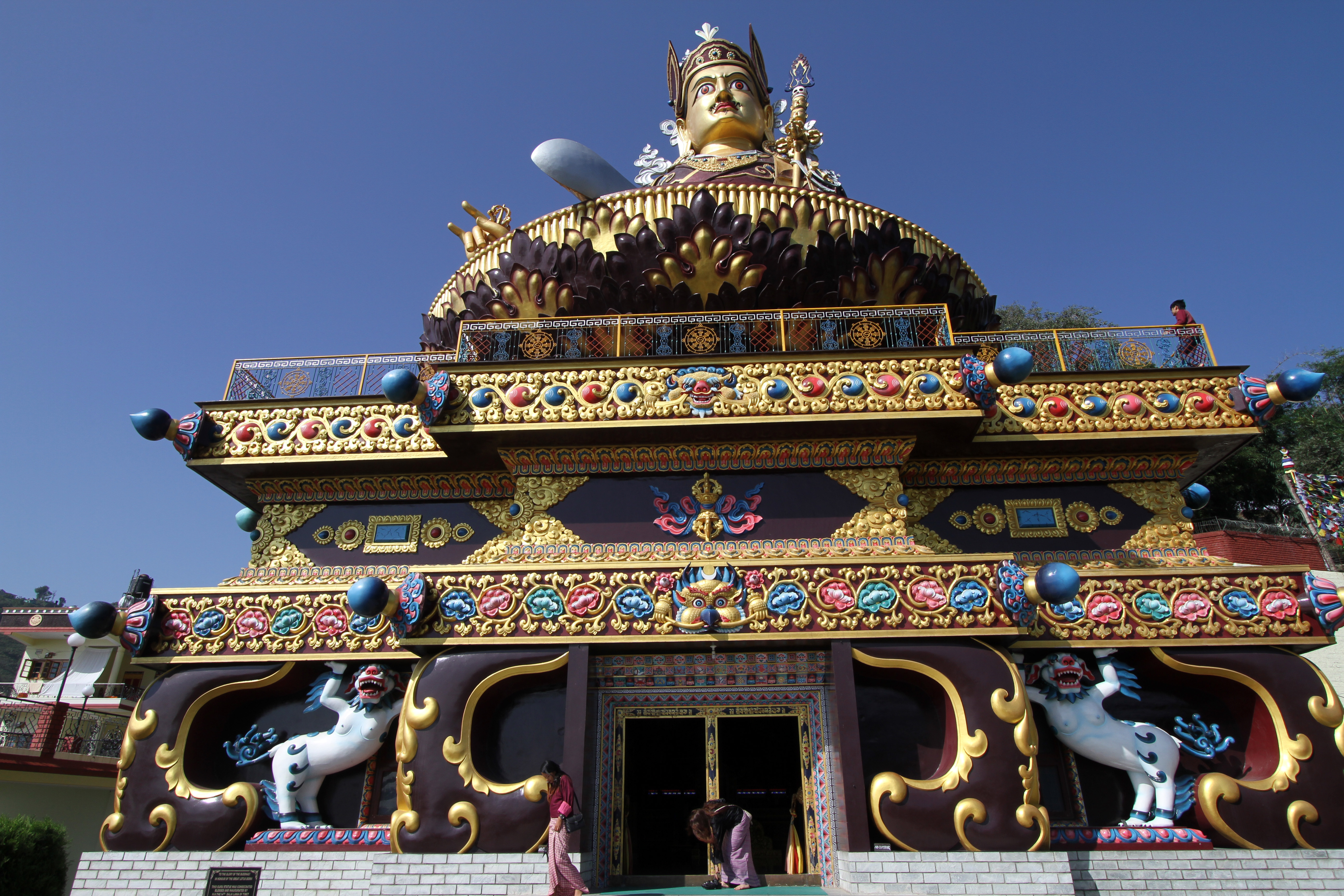
Statue de Padmasambhava
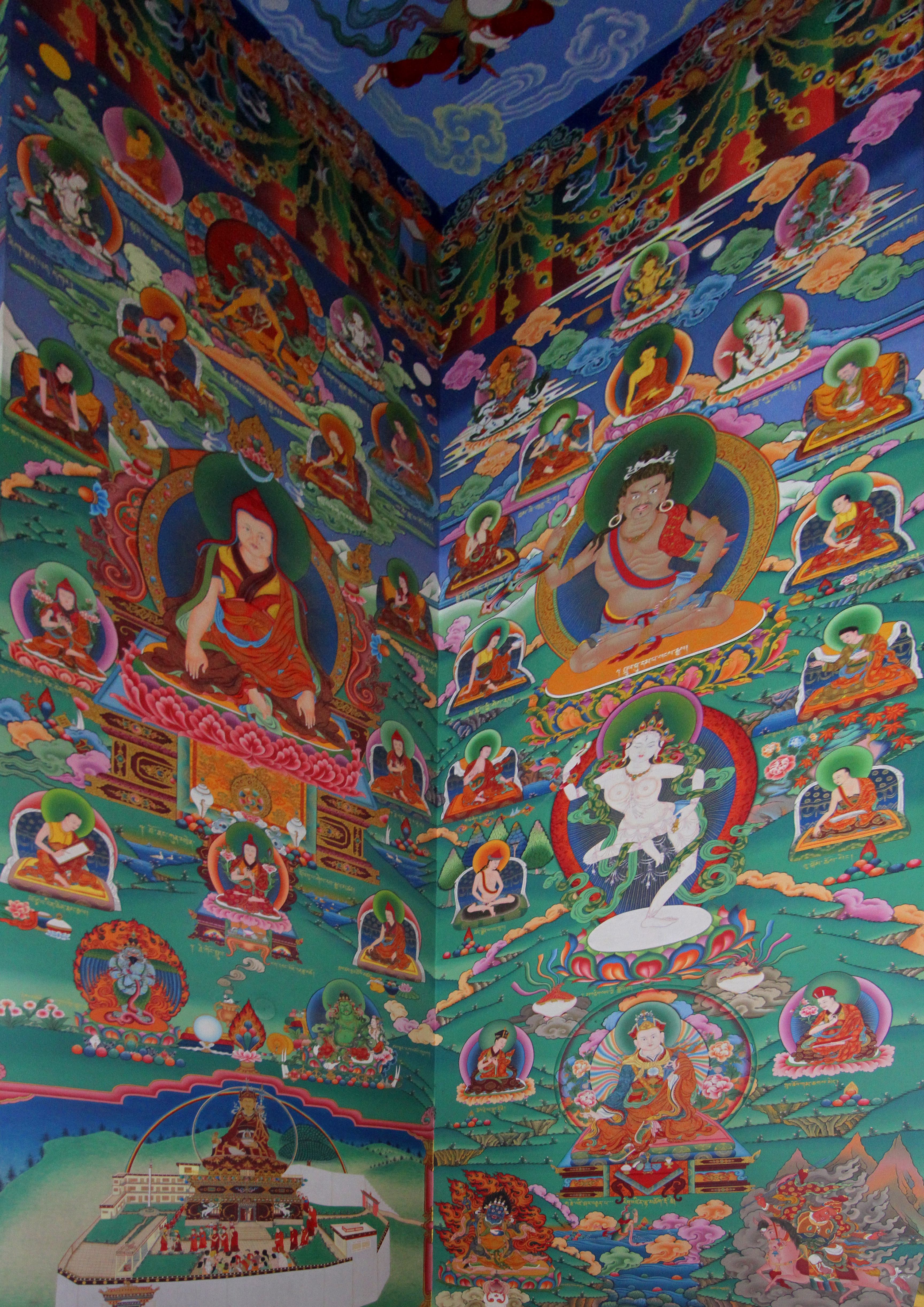
Statue de Padmasambhava, interieur
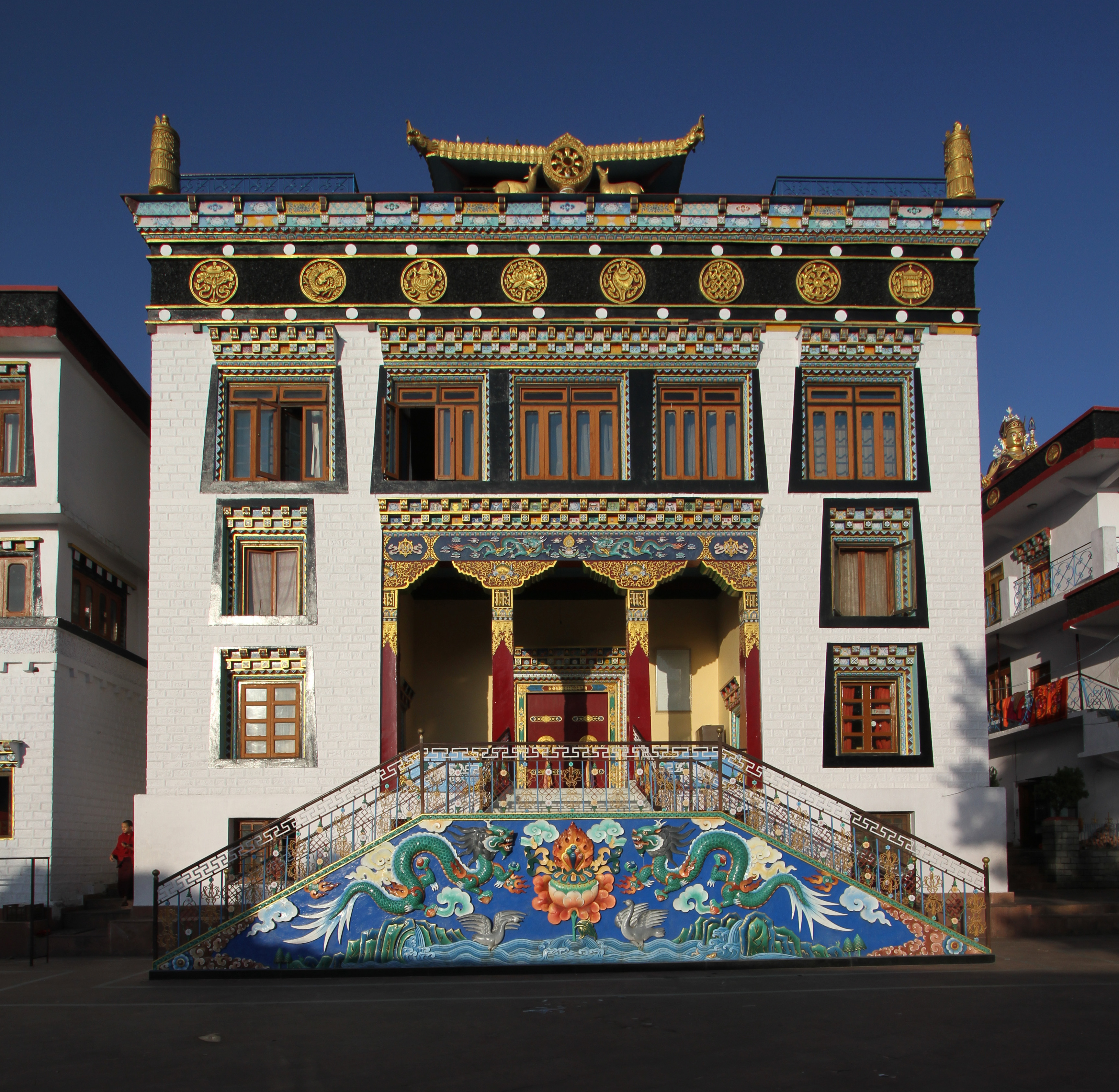
Zigar Drukpa Kargyud Institute
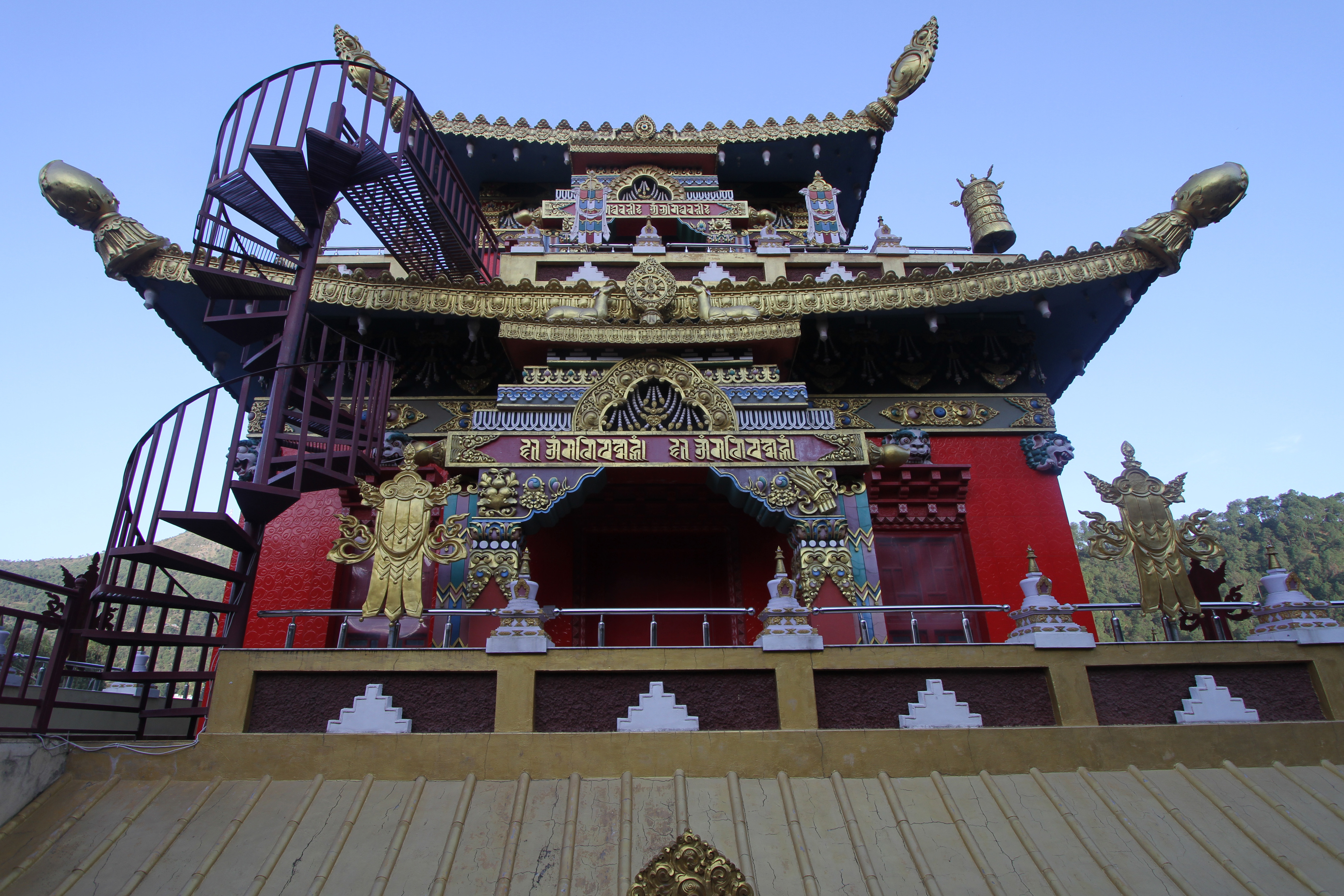
Zangdok Palri
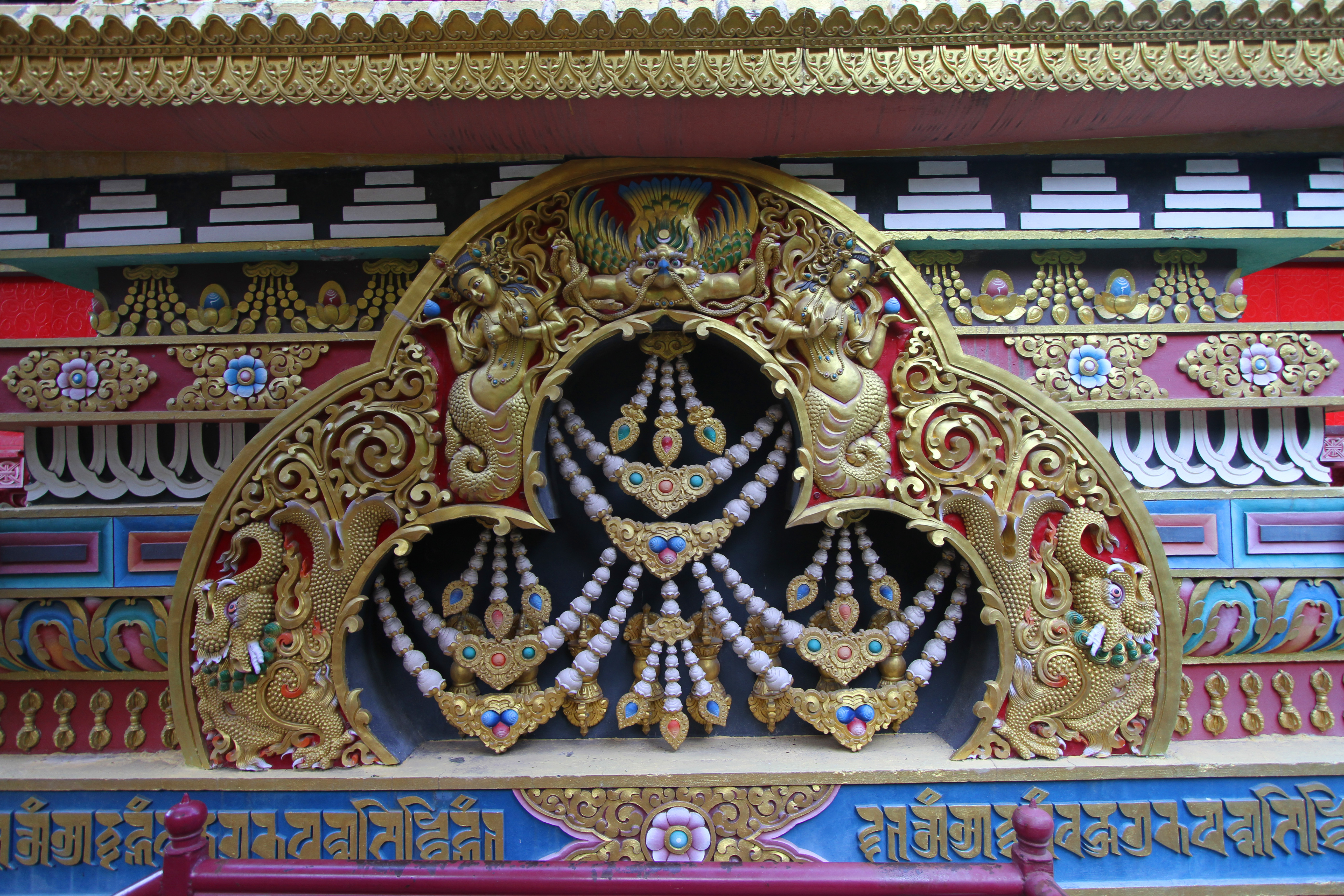
Zangdok Palri
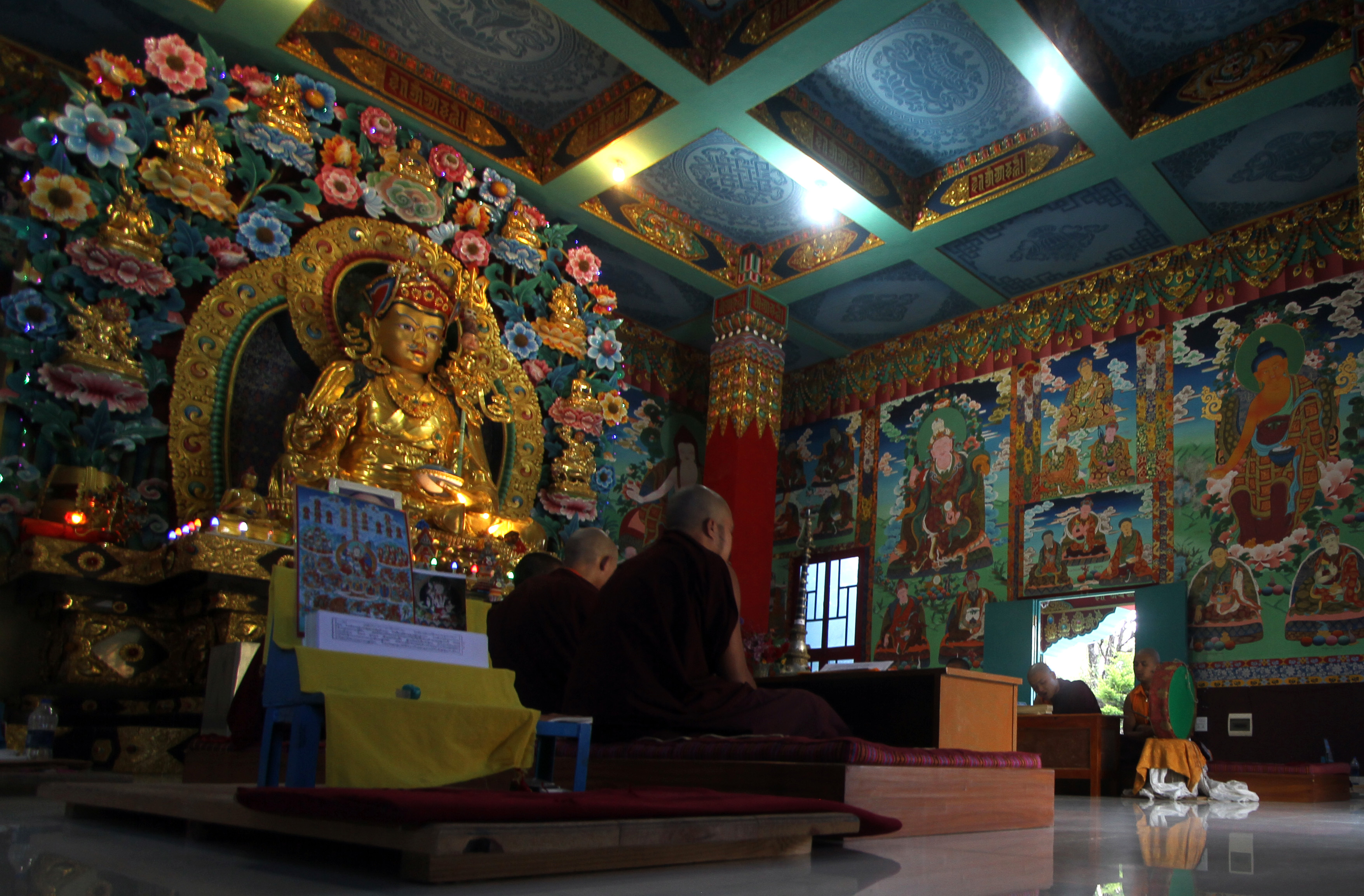
Zangdok Palri, Puja